# Zimmerius parvus
A Zimmerius parvus a madarak (Aves) osztályának a verébalakúak (Passeriformes) rendjébe és a királygébicsfélék (Tyrannidae) családjába tartozó faj.

## Rendszerezés
A fajt George Newbold Lawrence amerikai üzletember és amatőr ornitológus írta le 1862-ben, a Tyranniscus nembe  Tyranniscus parvus néven. Egyes szervezetek a fagyöngytirannusz (Zimmerius vilissimus) alfajaként sorolják be  Zimmerius vilissimus parvus néven.

## Előfordulása
Costa Rica, Guatemala, Honduras, Nicaragua, Panama és Kolumbia területén honos. Természetes élőhelyei a szubtrópusi és trópusi síkvidéki és hegyi esőerdők.

## Természetvédelmi helyzete
Az elterjedési területe nagyon nagy, egyedszáma ugyan csökken, de még nem éri el a kritikus szintet. A Természetvédelmi Világszövetség Vörös listáján nem fenyegetett fajként szerepel.